# Maria Palama
Maria Palama (in greco Μαρία Παλαμά?; 14 gennaio 2000) è una calciatrice greca, difensore del Diósgyőr e della nazionale greca.

## Carriera

### Club
Dopo aver debuttato giovanissima nel campionato greco femminile di calcio, giocando nelle giovanili di Sepoliako e Glyfada prima di approdare al Elpides Karditsas, dall'estate 2017 Maria Palama veste la maglia del PAOK Salonicco, squadra con cui vince il titolo di Campione di Grecia alla stagione 2017-2018. A inizio stagione fa il suo debutto internazionale in un torneo UEFA per club il 28 agosto 2017, durante la fase preliminare di qualificazione della stagione 2017-2018 di Champions League, nell'incontro dove il PAOK supera per 3-0 le bosniache del SFK 2000, mentre in campionato segna per la prima volta in maglia bianconera il 14 gennaio 2018, nell'incontro vinto per 6-0 sulle avversarie dell'OFI Creta.
Durante il calciomercato estivo 2018 decide di trasferirsi all'estero, sottoscrivendo un accordo con l'Empoli per giocare la stagione entrante nella rinnovata Serie B, secondo livello del campionato italiano, che dalla stagione 2018-2019 diventa a girone unico sotto l'egida della FIGC. Fa il suo debutto in campionato il 14 ottobre 2018, alla 1ª giornata, scesa titolare nell'incontro vinto in trasferta 2-1 sulla Fortitudo Mozzecane.
Nell'agosto 2020 va a giocare in Ungheria, al Diósgyőr.

### Nazionale
Nel 2016 Palama viene convocata dalla federazione calcistica della Grecia (greco: Ελληνική Ποδοσφαιρική Ομοσπονδία - Elliniki Podosfairiki Omospondia - EPO) per indossare la maglia della formazione Under-17 impegnata nelle qualificazioni al campionato europeo della Repubblica ceca 2017. Utilizzata in tutti i sei incontri disputati, i tre della prima fase, dove va a segno per la prima volta aprendo le marcature nella vittoria per 2-0 sulle avversarie di Malta, e i successivi nel gruppo 5 della fase élite, condivide il percorso della sua nazionale che con una sola vittoria, 1-0 sulla Francia, deve lasciare a questa il passaggio alla fase finale.
Passata l'anno successivo alla formazione Under-19, condivide con le compagne il percorso che vedono la formazione greca superare la prima fase delle qualificazioni all'Europeo di Svizzera 2018 come squadra tra le migliore terze, per poi doversi accontentare dell'ultimo posto nel gruppo 1 élite e conseguente eliminazione dal torneo. Nuovamente in rosa con l'Under-19 per le successive qualificazioni dell'Europeo di Scozia 2019, gioca i tre incontri del gruppo 6 nella prima fase dove la Grecia è nuovamente tra le migliori terze.

## Palmarès
- Campionato greco: 1

P.A.O.K.: 2017-2018